# La Preciosa
La Preciosa är en ort i Mexiko.   Den ligger i kommunen Tila och delstaten Chiapas, i den sydöstra delen av landet, 700 km öster om huvudstaden Mexico City. La Preciosa ligger 613 meter över havet och antalet invånare är 112.
Terrängen runt La Preciosa är bergig åt nordväst, men åt sydost är den kuperad. Runt La Preciosa är det ganska tätbefolkat, med 111 invånare per kvadratkilometer. Närmaste större samhälle är Simojovel de Allende, 14,8 km sydväst om La Preciosa. I omgivningarna runt La Preciosa växer i huvudsak städsegrön lövskog.